# Жакенов, Мендихан Мендиханович
Мендихан Мендиханович Жакенов (каз. Меңдіхан Меңдіханұлы Жәкенов; род. 1982) — казахстанский самбист, серебряный призёр первенства мира по самбо среди юниоров 2001 года, бронзовый призёр чемпионата мира по самбо 2004 года. Выступал в полулёгкой весовой категории (до 57 кг). По состоянию на 2012 год был вице-президентом Федерации самбо Казахстана. Руководил областной спортивной школой высшего мастерства в Уральске.

## Суд
30 января 2023 года осужден на 11 лет колонии строгого режима по обвинению в хищении денег и участии в организованной преступной группе